# Mariebergsfjärden
 Ikke at forveksle med Mariebergssundet.
Mariebergsfjärden er en gren af Mälarens udløb gennem Stockholm til Østersøen. Fjärden har sit navn efter bydelen Marieberg.
Fjärden afgrænses af Lilla Essingen og Essingedjupet mod vest, Kungsholmen mod nord, Västerbron mod øst og Långholmen mod syd. Ved Mariebergsfjärden ligger Smedsuddsbadet på Kungsholmssidan og Långholmsbadet. Største vanddybde er 26 meter. Ved Mariebergsfjärden ligger Triewalds malmgård og Mariebergsparken.